# Kunstmuseum Osaka
Het Kunstmuseum Osaka (Japans: 大阪市立美術館, ōsaka shiritsu bijutsukan) is een klein museum dat gelegen is in het Tennōji-park in Osaka, Japan. Het hoofdgebouw en de omliggende tuin waren oorspronkelijk eigendom van de familie Sumitomo. Aan het begin van de twintigste eeuw schonken zij hun landgoed aan de stad Osaka voor de oprichting van een nieuw museum. Het museum heeft een gevarieerde collectie van ruim 8000 Japanse en Chinese schilderijen, beeldhouwwerken en andere kunstschatten.
Veel van de kunstwerken die in het museum worden bewaard zijn schenkingen of zijn ingekocht van particuliere collecties uit Osaka. Het museum bevat boeddhistische kunst, schilderijen en geschriften uit China, Japanse schilderijen uit de Edo- en Meiji-periode en werken van metaal, lakwerk en keramiek. Ook Etruskische kunst, die via verschillende handelsroutes in Japan is terechtgekomen, wordt in het museum tentoongesteld.
Tot de vaste collectie behoort de Chinese kalligrafiecollectie van Fusajiro Abe (1868–1937), de schilderijcollectie Kenshiro Yamaguchi (1886-1957) met bijbehorende Chinese Boeddhabeelden, de collectie Ugo Alfonso Casal (1888–1964) met Inrō, netsuke en Maki en de collectie Kiyomi Taman (1892–1979) met werken uit de Japanse oudheid. In het museum liggen ook kunstobjecten die afkomstig zijn van Jinja- en boeddhistische tempels. Naast de vaste collectie organiseert het museum ook speciale tentoonstellingen waarin kunstwerken uit verschillende wereldculturen worden getoond.